# Сержио Маноэл
Се́ржио Маноэ́л Барбо́за Са́нтос, более известный как Сержио Маноэл (порт. Sergio Manoel Barbosa Santos, 8 сентября 1989, Шики-Шики, штат Баия — 28 ноября 2016, Серро-Гордо, Ла-Уньон, Антьокия, Колумбия) — бразильский футболист, выступавший на позиции полузащитника. Погиб в авиакатастрофе BAe 146 под Медельином.

## Биография
Сержио Маноэл родился в городе Шики-Шики в штате Баия. На взрослом уровне начал играть в 2009 году в команде «Насьонал» из Сан-Паулу. До 2012 года выступал за небольшие полупрофессиональные команды — «Атлетико Арасатуба», «Бататайс» и «Риу-Прету», после чего присоединился к «Мирасолу», выступавшему в Серии D Бразилии.
В 2012 году перешёл в «Коритибу» и дебютировал в бразильской Серии A. Вместе с этой командой в 2013 году Сержио Маноэл стал чемпионом штата Парана, но стать твёрдым игроком основы он не сумел, и в 2014 году перешёл в «Атлетико Гоияниенсе». Два сезона прошли для игрока не очень успешно и 2016 год он начал в «Агуа-Санте», которая только что вышла в Серию A Лиги Паулисты. Команде не хватило одного очка, чтобы избежать обратного вылета в Серию A2. Перед началом чемпионата Бразилии 2016 Сержио Мануэл пополнил ряды «Шапекоэнсе», где стал регулярно играть с июня, проведя 18 матчей Серии A, одну игру в Кубке Бразилии, а также семь матчей в розыгрыше Южноамериканского кубка. В итоге «Шапекоэнсе» дошёл до первого в истории клуба финала международного турнира.
28 ноября 2016 года Сержио Маноэл погиб в авиакатастрофе в Колумбии вместе с ещё 18 игроками клуба и тренерским штабом клуба в полном составе, который летел на первый финальный матч ЮАК-2016 с «Атлетико Насьоналем».
Сержиньо отличался своей универсальностью и помимо действий в опорной зоне мог успешно сыграть на флангах полузащиты. Сержио Маноэл будет похоронен на кладбище в городе Жандира в штате Сан-Паулу.

## Титулы и достижения
- Чемпион штата Парана (1): 2013
- Чемпион Южноамериканского кубка (1): 2016